# Biston robustum
Biston robustum är en fjärilsart som beskrevs av Arthur Gardiner Butler, 1879. Biston robustum ingår i släktet Biston och familjen mätare, Geometridae. Fyra underarter finns listade i Catalogue of Life, Biston robustum laeta Moltrecht, 1927 Biston robustum robustum Butler, 1879 Biston robustum ryukyuense Inoue, 1964 Biston robustum subrobustum Inoue, 1964.